# Лосасіно
Лосасіно (ісп. Losacino) — муніципалітет в Іспанії, у складі автономної спільноти Кастилія-і-Леон, у провінції Самора. Населення — 266 осіб (2010).
Муніципалітет розташований на відстані близько 240 км на північний захід від Мадрида, 34 км на північний захід від Самори.
На території муніципалітету розташовані такі населені пункти: (дані про населення за 2010 рік)
- Кастільйо-де-Альба: 6 осіб
- Лосасіно: 63 особи
- Муга-де-Альба: 173 особи
- Віде-де-Альба: 24 особи

## Демографія
Динаміка населення (INE ):